# 28e cérémonie des Television Critics Association Awards
La 28e cérémonie des Television Critics Association Awards, décernés par la Television Critics Association, a eu lieu le 28 juillet 2012, et a récompensé les programmes télévisés diffusés au cours de la saison 2011-2012.

## Palmarès

### Série de l'année
- Le Trône de fer (Game of Thrones)
  - Breaking Bad
  - Downton Abbey
  - Homeland
  - Mad Men

### Meilleure nouvelle série
- Homeland
  - Girls
  - New Girl
  - Revenge
  - Smash

### Meilleure série dramatique
- Breaking Bad
  - Homeland
  - Justified
  - Mad Men
  - Le Trône de fer (Game of Thrones)

### Meilleure série comique
- Louie
  - The Big Bang Theory
  - Community
  - Modern Family
  - Parks and Recreation

### Meilleure performance individuelle dans une série dramatique
- Claire Danes pour le rôle de Carrie Mathison dans Homeland
  - Bryan Cranston pour le rôle de Walter White dans Breaking Bad
  - Peter Dinklage pour le rôle de Tyrion Lannister dans Le Trône de fer (Game of Thrones)
  - Jon Hamm pour le rôle de Don Draper dans Mad Men
  - Jessica Lange pour le rôle de Constance Langdon dans American Horror Story

### Meilleure performance individuelle dans une série comique
- Louis C.K.  pour le rôle de Louie dans Louie
  - Lena Dunham pour le rôle de Hannah Horvath dans Girls
  - Julia Louis-Dreyfus pour le rôle de Selina Meyer dans Veep
  - Jim Parsons pour le rôle du Dr Sheldon Cooper dans The Big Bang Theory
  - Amy Poehler pour le rôle de Leslie Knope dans Parks and Recreation

### Meilleure mini-série ou meilleur téléfilm
- Downton Abbey
  - Game Change
  - Hatfields and McCoys
  - Hemingway and Gellhorn
  - Sherlock

### Meilleure émission de téléréalité
- So You Think You Can Dance
  - The Amazing Race
  - Dancing with the Stars
  - The Glee Project
  - The Voice

### Meilleure émission d'information
- 60 Minutes
  - Anderson Cooper 360°
  - The Daily Show with Jon Stewart
  - Frontline
  - The Rachel Maddow Show

### Meilleur programme pour enfants
- Switched (Switched at Birth)
  - iCarly
  - Phinéas et Ferb (Phineas and Ferb)
  - 1, rue Sésame (Sesame Street)
  - Yo Gabba Gabba!

### Heritage Award
- Cheers
  - Lost : Les Disparus (Lost)
  - Saturday Night Live
  - Star Trek (Star Trek: The Original Series)
  - Twin Peaks

### Career Achievement Award
- David Letterman
  - Dick Clark
  - Andy Griffith
  - Regis Philbin
  - William Shatner